# Storstörningen 2003
Storstörningen 2003 var ett strömavbrott den 23 september 2003 klockan 12.35 som drabbade södra Sverige samt östra Danmark. Störningen medförde att mellan 1 och 2 miljoner människor blev utan ström. Nätet återställdes successivt, och efter 6 timmar var alla kunder åter anslutna.

## Händelseförlopp

### Störning
Utgångsläget var en situation med milt väder och god tillgång till vattenkraft, varför överföringen på stamnätet var relativt låg. Överföringskapaciteten genom snitt 2 (Norrland till Mellansverige och snitt 4 (Mellansverige till södra Sverige) var något begränsade på grund av underhållsarbeten på en 400 kV-ledning mellan Breared och Strömma, med påstick till Horred. Dessutom var 400 kV-ledningen mellan Hallsberg och Kimstad ur drift för underhåll. Utöver detta var likströmslänkarna till Tyskland och Polen ur drift på grund av underhåll. Sammantaget var nätet lågt belastat med stora marginaler till satta gränser.
Störningen startade med att Oskarshamn block 3 klockan 12.30 fick ett internt fel som medförde snabbstopp. Bortfallet av 1 175 MW gav en effektobalans och en snabb frekvenssänkning som kunde hävas med hjälp av momentan störningsreserv i vattenkraften i Sverige, Norge och Finland, samt i viss mån med annan produktion från Själland.
Oberoende av störningen i Oskarshamn inträffade klockan 12.35, alltså inom 5 minuter, en kortslutning i 400 kV-ställverket i Horred på grund av haveri i en frånskiljare. Detta medförde att reaktorerna Ringhals 3 och 4 inte kunde mata ut sin produktion utan kopplades ifrån. Ringhals 4 lyckades gå över i husturbindrift vilket möjliggjorde återinkoppling på nätet cirka 1,5 timmar senare, medan Ringhals 3 fick snabbstopp vilket innebar att återstart kunde ske först nästa dag vid 13-tiden.

### Återuppbyggnad av nätet
Störningen innebar att cirka 4 700 MW kopplades bort i Sydsverige, och att mellan 1 och 2 miljoner elkunder blev utan ström. Dessutom blev Själland strömlöst, vilket bland annat stoppade Köpenhamns tunnelbana och flygtrafiken på Kastrup. Nätet kunde återuppbyggas relativt snabbt, och omkring klockan 18.30 var alla kunder åter anslutna till nätet.

### Slutsatser och åtgärder
En övergripande slutsats var att situationen med två så stora fel som inträffade nästan samtidigt oberoende av varandra var osannolik och allvarligare än vad elsystemet är dimensionerat för. Simuleringar som gjordes efter händelsen visade till exempel att systemet förmodligen hade klarat störningen om enbart en av de två händelserna "snabbstopp O3" och "frånkoppling R3 och R4" hade inträffat. En försvårande omständighet var att reaktorerna Barsebäck 2, Oskarshamn 1 samt Oskarshamn 2 inte var i drift. Simuleringar visade att störningen som inträffade (snabbstopp O3 samt frånkoppling R3 och R4) inte hade lett till kollaps om en av reaktorerna O2 eller B2 hade varit i drift.
Störningen ledde till ett antal åtgärder, bland annat åtgärder för att förbättra kontrollen av frånskiljare i ställverk och vissa åtgärder för att förbättra tålighet mot fel i ställverk.